# Kaberneeme laht
Kaberneeme laht (Kaberneemeviken) är en vik utmed Estlands nordkust mot Finska viken. Den ligger i kommunen Jõelähtme vald i Harjumaa, 28 km öster om huvudstaden Tallinn. Den avgränsas i väster av halvön Ihasalu poolsaar och dess norra udde Uitru säär och i öster av udden Kaberneem. Utanför Kaberneeme laht ligger öarna Ramö (estniska: Rammu) och Koipsi. Utmed dess kust ligger byarna Neeme, Ihasalu och Kaberneeme.